# دياني فرنسيس
دياني فرنسيس هي صحفية كندية، ولدت في 14 نوفمبر 1946 في شيكاغو في الولايات المتحدة.

## وصلات خارجية
- الموقع الرسمي